# Kyrksten
Kyrksten is een plaats in de gemeente Storfors in het landschap Värmland en de provincie Värmlands län in Zweden. De plaats heeft 280 inwoners (2005) en een oppervlakte van 31 hectare. De plaats ligt op een afstand van ongeveer 20 kilometer autorijden ten noordwesten van de stad Karlskoga. De plaats ligt aan de noord oever van het meer Alkvettern.

## Verkeer en vervoer
Bij de plaats loopt de Länsväg 237.